# 척 와그너
척 와그너(Chuck Wagner, 1958년 6월 20일 ~ )는 미국의 배우, 가수, 텔레비전 배우이다.
내슈빌에서 태어났다.

## 방송
- 전자인간 오토맨

## 영화
- 시카고 오버코트 (2009년)
- 이글 아이 (2008년)
- 시스터후드 (1988년)
- 전자인간 오토맨 (1983년)
- 원 라이프 투 리브 (1968년)